# USS Merrimack (AO-179)
Il rifornitore di squadra americano USS Merrimack, intitolato all'omonimo fiume che nasce nel New Hampshire per sfociare a Newburyport nel Massachusetts, era una nave ausiliaria in servizio presso la US Navy. Costruita nei cantieri Avondale Shipyards vicino a New Orleans, in Louisiana, fu varata il 17 maggio 1980 e assegnata alla II Flotta operante nell'Atlantico.
La nave aveva un dislocamento di circa 37 000 tonnellate, un pescaggio di 9,7 m (32 ft), 213,4 m di lunghezza (700 ft), poteva trasportare sino a 150 000 taniche di carburante per aerei e altre imbarcazioni nonché alcune tonnellate di generi di prima necessità. Era mossa da un motore da 600 psi di potenza che le permetteva di raggiungere una velocità di crociera di 19 nodi (35 km/h oppure 9,7 m/s). Il rifornitore apparteneva alla classe Cimarron e su di esso erano montati 2 cannoni da 25 mm (0,98 pollici), 2 cannoni MM Phalanx CIWS e 4 mitragliatrici calibro 50. Pur non alloggiando mezzi aerei, la Merrimack fu dotata di una piattaforma di atterraggio per elicotteri posta a poppa. Nel 1985 fu sottoposta al processo di allungamento con il quale fu perfezionata. L'equipaggio era composto da 15 ufficiali e 215 marinai (prima della jumboizzazione vi erano 12 ufficiali e 148 marinai). La nave è stata radiata dalla US Navy il 18 dicembre 1998 e, dopo un lungo periodo in riserva, demolita nel 2013.